# Sinus petrosus superior

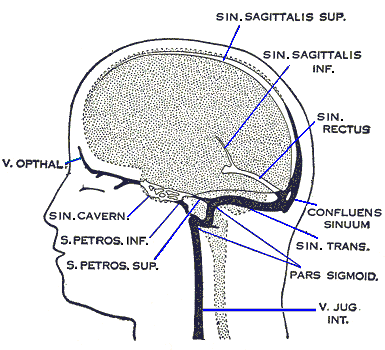
Venöse Blutleiter des Gehirns

Der Sinus petrosus superior ist einer der venösen Blutleiter des Gehirns. Er stellt die Verbindung zwischen Sinus cavernosus und Sinus transversus her. Er verläuft an der oberen Kante des Felsenbeins entlang des Kleinhirnzelts, oberhalb des Sinus petrosus inferior.